# ثابت عبدي محمد
ثابت عبدي محمد (بالصومالية: Thabit Cabdi Maxamed)‏ سياسي ودبلوماسي صومالي، عمدة العاصمة الصومالية مقديشو الأسبق وحاكم محافظة بنادر.  شغل قبلها منصب نائب رئيس البعثة في سفارة جمهورية الصومال الفيدرالية في واشنطن، كما شغل منصب القائم بأعمال مدير القصر الرئاسي، كما عمل في الأمم المتحدة لبرنامج الأمم المتحدة الإنمائي (UNDP). 
عُين ثابت في منصب عمدة العاصمة مقديشو وحاكم محافظة بنادر، في 6 أبريل 2017
في 21 يناير 2018 عزل الرئيس الصومالي محمد عبد الله فرماجو ثابت من منصبه وعين وزير الإعلام عبد الرحمن عمر عثمان خلفا له